# سائومالکول (شهرستان ایرتاو)
سائومالکول (قزاقی: Саумалкөл) یک دریاچه در کشور قزاقستان است.